# Skiptvet
Skiptvet é uma comuna da Noruega no condado de Østfold, com 101 km² de área e 3 355 habitantes (censo de 2005).         